# Густавус (Аљаска)
Густавус (енгл. Gustavus) град је у америчкој савезној држави Аљаска.

## Демографија
По попису из 2010. године број становника је 442, што је 13 (3,0%) становника више него 2000. године.
| Група             | 2000.       | 2010.       |
| Белци             | 380 (88,6%) | 398 (90,0%) |
| Афроамериканци    | 0 (0,0%)    | 0 (0,0%)    |
| Азијати           | 1 (0,2%)    | 5 (1,1%)    |
| Хиспаноамериканци | 6 (1,4%)    | 7 (1,6%)    |
| Укупно            | 429         | 442         |